# آرتور سارگسیان (فرد نظامی)
آرتور سارگسی سارگسیان (ارمنی: Արթուր Սարգսի Սարգսյան؛ زادهٔ ۲۱ آوریل ۱۹۷۵ - درگذشته ۲۵ اکتبر ۲۰۲۰) یک فرد نظامی اهل ارمنستان است که سمت معاون وزیر دفاع جمهوری آرتساخ را برعهده داشت.

## زندگی‌نامه
در ۲۱ آوریل ۱۹۷۵ در واغارشاپات به دنیا آمد و از دانشگاه ملی علوم کشاورزی ارمنستان و hy:Մ. Վ. Ֆրունզեի անվան ռազմական ակադեմիա فارغ‌التحصیل شد. وی همچنین برنده نشان شایستگی نبرد، مدال وازگن سارگسیان، نشان صلیب رزمی (ارمنستان) درجه یک، نشان صلیب رزمی (جمهوری آرتساخ) درجه یک  و نشان درجه ۳ لیاقت میهن‌پرستی شده است. وی در ۲۰ اکتبر ۲۰۲۰ در سن سالگی در مارتونی درگذشت و در آرامستان نظامی یرابلور به خاک سپرده شد.